# Mosca-da-abóbora
A Mosca-da-abóbora (Anastrepha grandis) é uma mosca da família dos tefritídeos, do Brasil oriental e central, que apresenta coloração amarela e mede de 10 mm a 11 mm de comprimento. Seu nome se deve ao fato de que suas larvas destroem a polpa de frutos como a da abóbora e do chuchu.